# Durio pinangianus
Durio pinangianus é uma espécie de angiospérmica da família Malvaceae.
Apenas pode ser encontrada na Malásia.
Está ameaçada por perda de habitat.